# Prefektura Kagawa

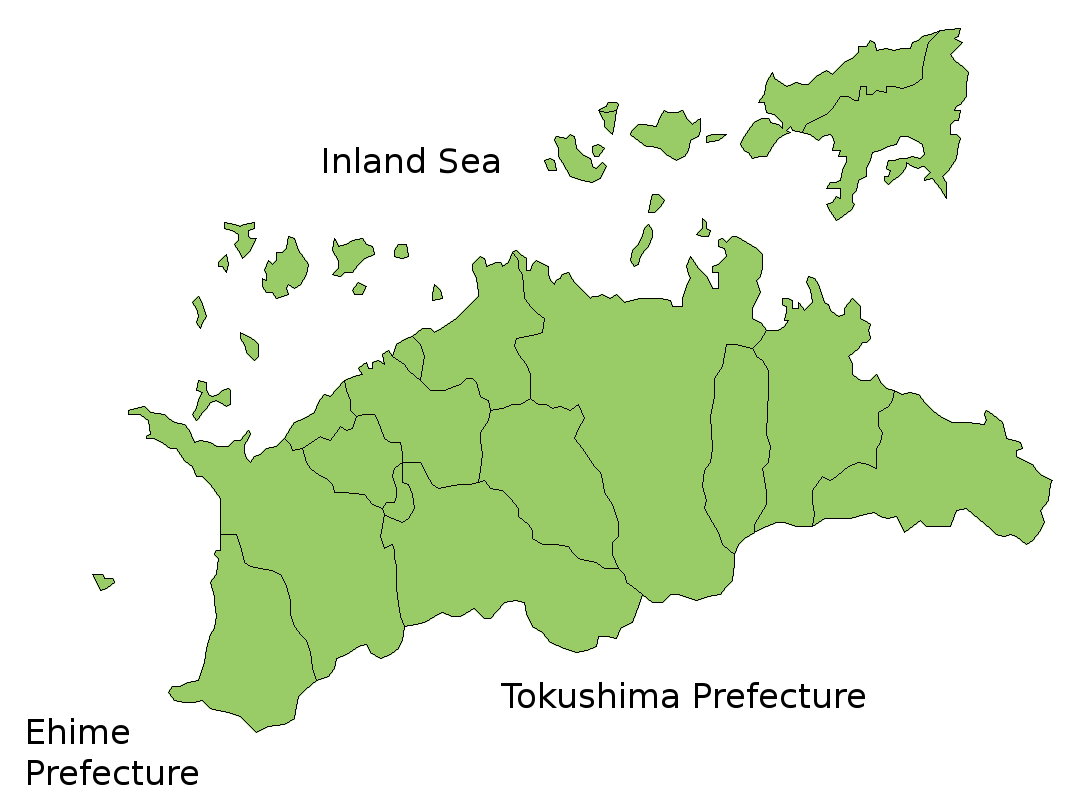
Mapa prefektury Kagawa

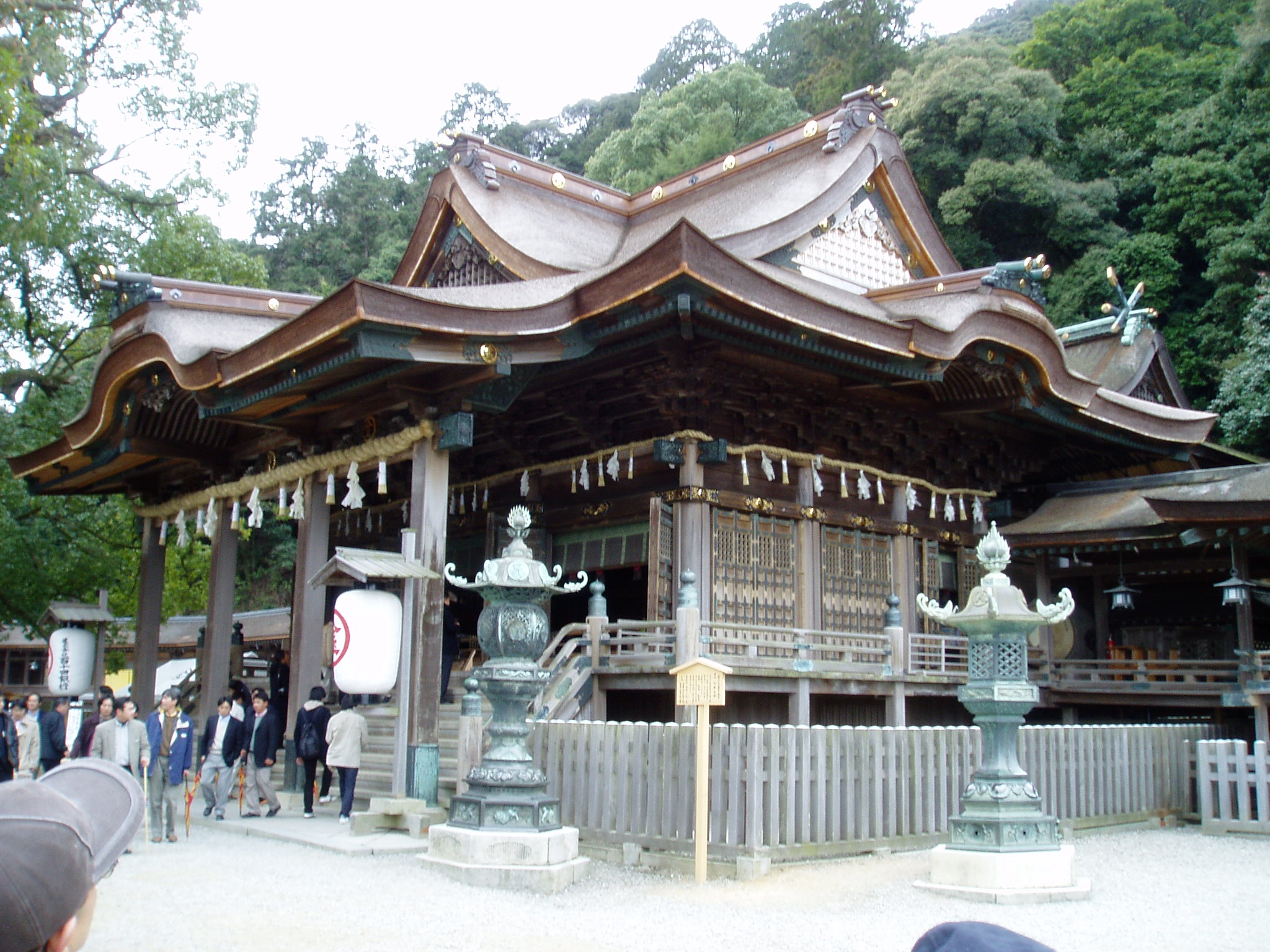
Svatyně Kotohira ve městě Kotohira

Prefektura Kagawa (japonsky: 香川県, Kagawa-ken) je jednou ze 47 prefektur Japonska. Nachází se na ostrově Šikoku. Hlavním městem je Takamacu.
Prefektura má rozlohu 1 875,98 km² a k 1. červnu 2007 měla 1 006 931 obyvatel.

## Historie
Na území prefektury Kagawa se dříve rozkládala provincie Sanuki.

## Geografie
Prefektura Kagawa se rozkládá v severovýchodním cípu ostrova Šikoku. Na západě sousedí s prefekturou Ehime a na jihu s prefekturou Tokušima. Její severní hranice tvoří pobřeží Vnitřního moře.
Kagawa je v současnosti rozlohou nejmenší japonská prefektura (jen těsně před ní je prefektura Ósaka).

### Města
V prefektuře Kagawa je 8 velkých měst (市, ši):
| - Higašikagawa (東かがわ) - Kan'ondži (観音寺) - Marugame (丸亀) | - Mitojo (三豊) - Sakaide (坂出) - Sanuki (さぬき) | - Takamacu (高松 - hlavní město) - Zencúdži (善通寺) |